# シーラス SR20

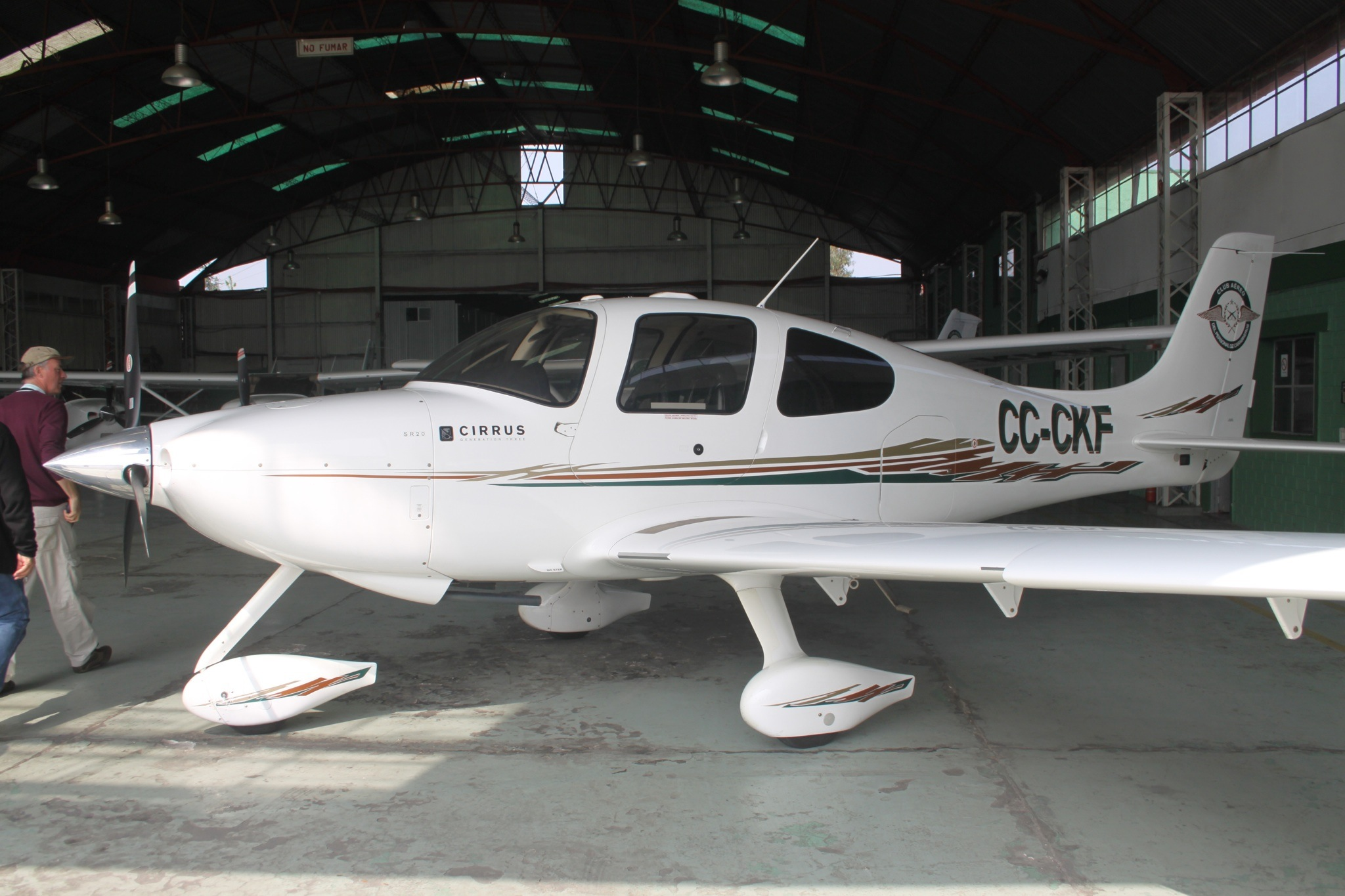
Cirrus SR20

シーラス SR20 (Cirrus SR20) はアメリカ、ミネソタ州のシーラス・エアクラフトが開発した単発低翼固定脚の軽飛行機シリーズ『SRシリーズ』の一つである。

## 概要

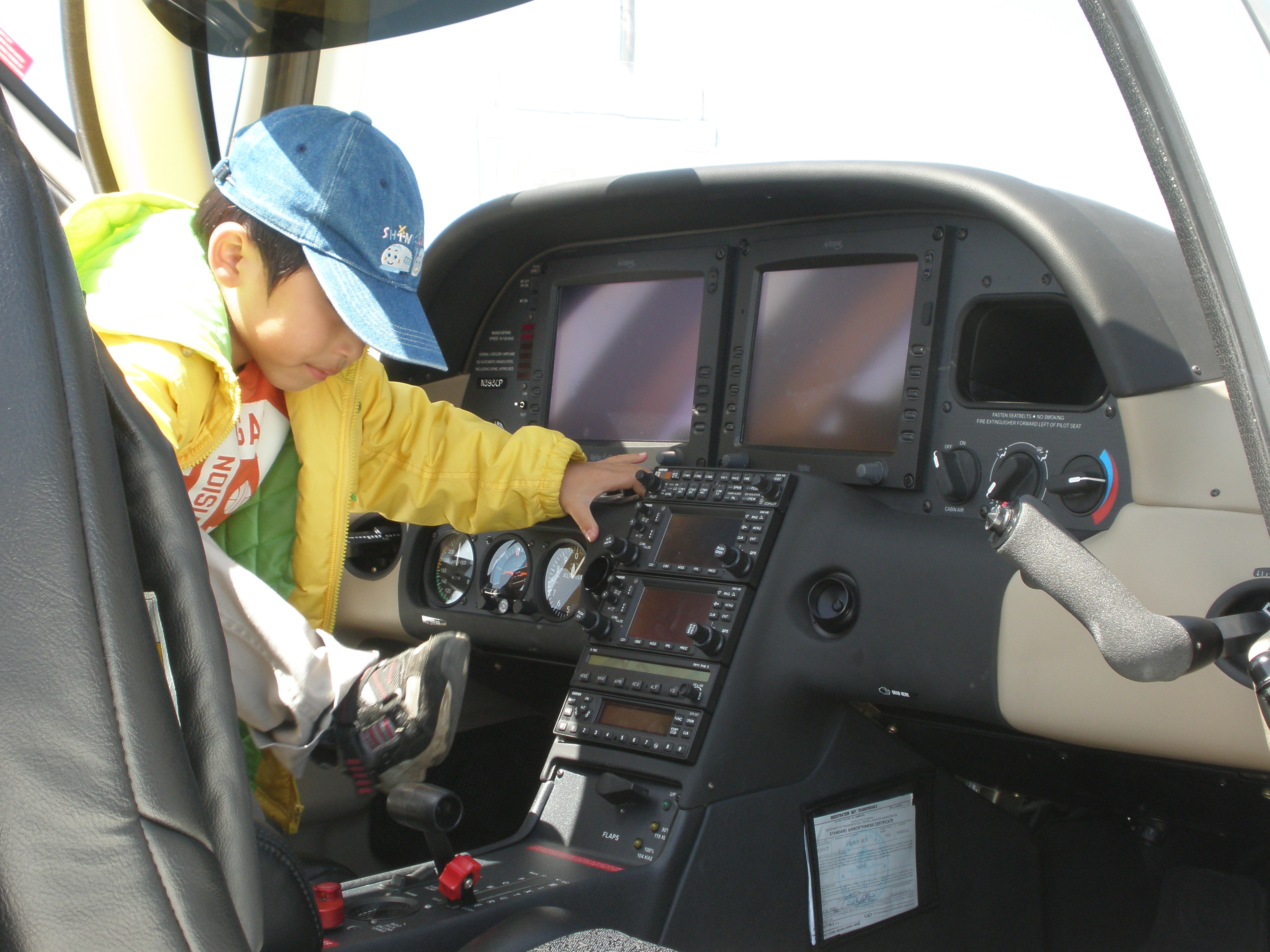
SR20のコックピット

個人向けの他、フライトスクールにも導入されている。エンジンを強化したSR22、ターボチャージャーを搭載したSR22Tと共に『SRシリーズ』と呼ばれる。
2013年、SRシリーズの年間デリバリー機数がセスナ社の軽飛行機（172, 182, 206, TTxの合計）を抜き、次世代のベストセラー機としての地位を確立しつつある。
操縦桿は『SRシリーズ』共通となるサイドヨーク式である。
ガーミンG1000Nxiベースのグラスコックピット『Cirrus Perspective +』やオートパイロット、後述するパラシュートシステムなどの標準装備以外にも、高高度飛行に対応した防氷装置や訓練用途に対応したアビオニクスのアップグレードなど法人向けオプションが充実している。
2019年から内装の簡素化など訓練用に最適化したモデル『TRAC』を販売している。

### パラシュートシステム

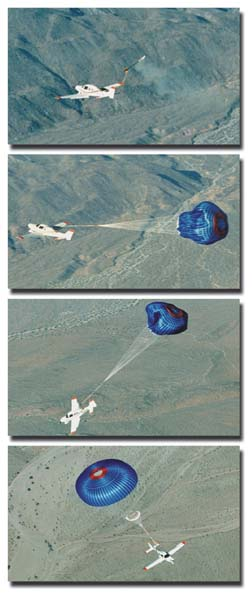
パラシュートが開く様子

『SRシリーズ』共通の安全装備として緊急用パラシュートを展開するシステム（Cirrus Airframe Parachute System, CAPS）を搭載しており、機体が操縦不能になったり、エンジンが故障して滑走路外への不時着が避けられなくなった際には、機体背面からパラシュートを射出し、機体の落下速度を緩やかにして軟着陸させることが可能である。
適切にCAPSを作動させれば、高確率で、航空事故からほとんど無傷の状態で生還できるとされている。
シーラス社によれば、2017年1月現在、このシステムによって146人の命が救われたという。

## 採用先

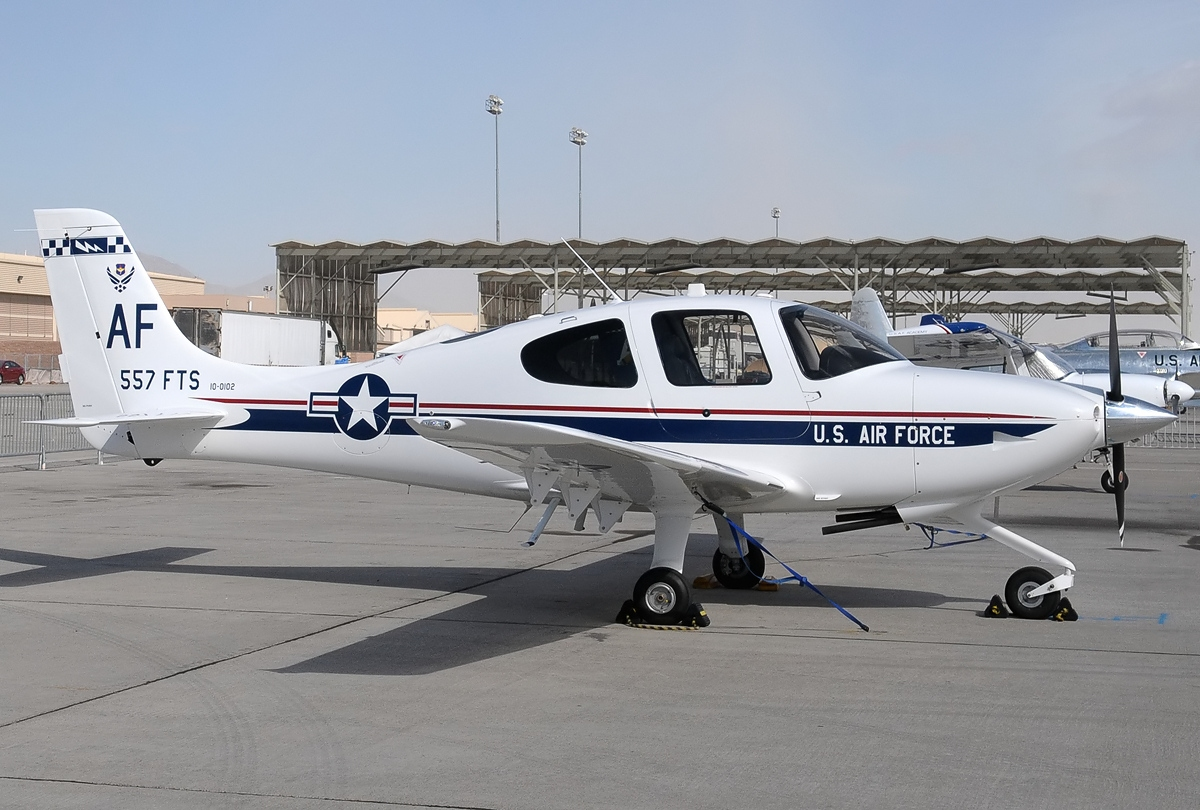
T-53A（アメリカ空軍所属）

個人向けの小型機はセスナ 172が大きなシェアを占めているが、オーディオやキーレスエントリーなどの快適装備の他、塗装の細かな指定などプレミアムオプションが充実し、オートパイロットや高度な安全装置を備えていることから、個人オーナーの遊覧機として人気が高まっている。
プロ・パイロットの練習機としてはビーチクラフト ボナンザの採用が多くシーラスは後発であるが、事業用操縦士に必須となる計器飛行訓練や現代の旅客機では必須となる高度なアビオニクスの操作訓練に対応しているため、複数のエアラインパイロットの養成機関へ採用が決定している。日本でも民間のフライトスクールに新規導入が進んでいる。
軍用の基本練習機ではターボプロップ機が主力となっているが、パイロット課程の初学者にとってはエンジン出力が強すぎることが多い。そのため、アメリカ空軍では『T-53A Kadet II』の名称で空軍士官学校が導入し、T-6に乗る前の飛行適性検査や最初期の訓練用に使用している。また、フランス航空宇宙軍でも練習機として13機のSR20を運用（リース機）している。
FTDはRedbird製などのサードパーティー品を利用する。

## スペック
シーラス公式サイト より
- 全幅：11.67 m
- 全長：7.92 m
- 全高：2.71 m
- 最大巡航速度：155 kt
- 実用上昇限度：17,500 ft
- 航続距離：627 nm (75% Power at 8,000ft)
- エンジン：ライカミング IO-390-C3B6 215HP
- 使用可能な燃料の量：56 gal
- 有効積載量：1,030 lb (467 kg)
- 搭乗者：最大5名